# Dilatometru

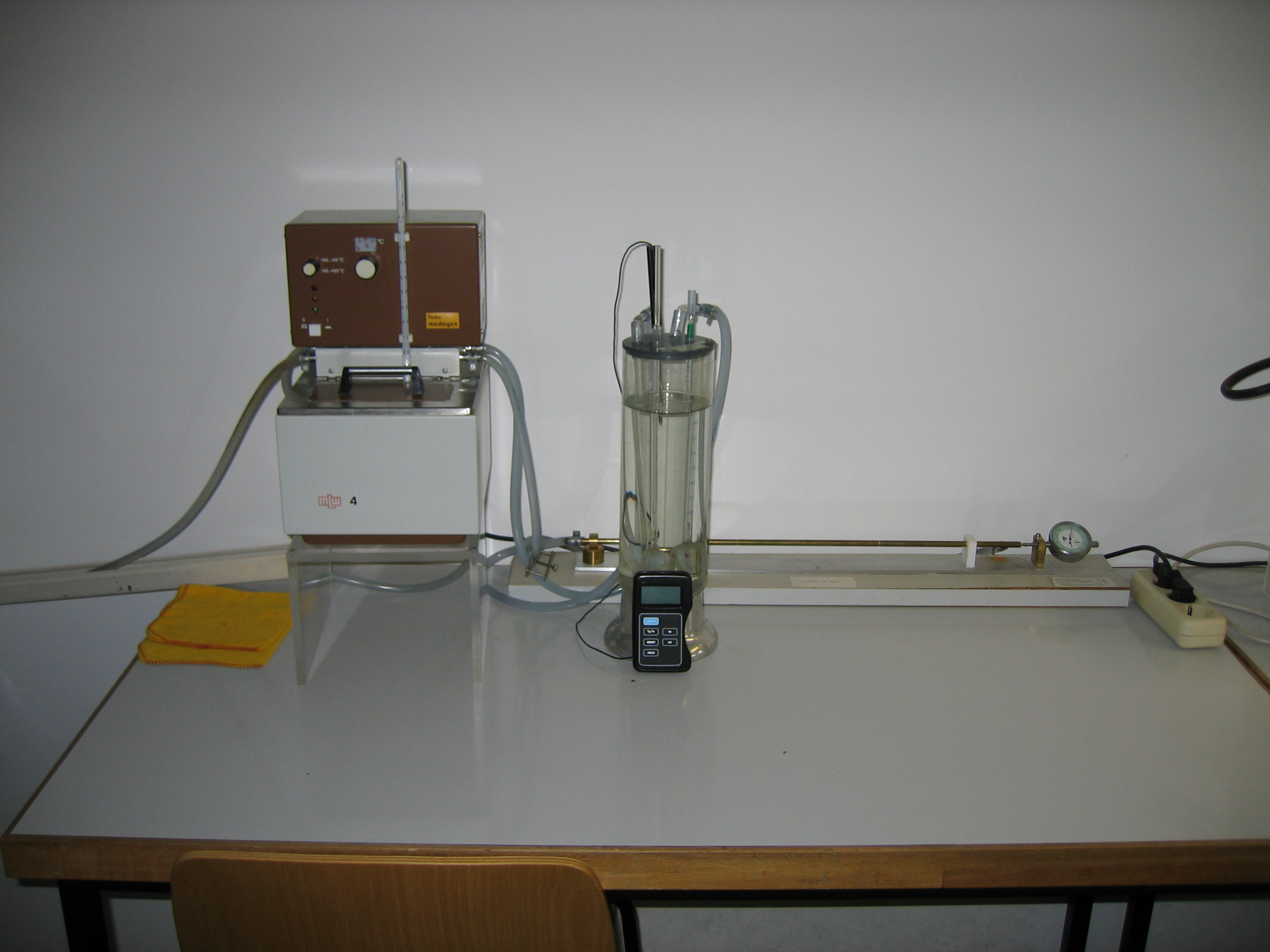
Dilatometru simplu pentru măsurarea dilatării termice a lichidelor și solidelor

Dilatometrul, denumit și analizor de dilatare, este un aparat de măsurare a modificării volumului cu modificarea temperaturii într-un proces fizico-chimic. Se folosește la fabricarea aliajelor. 

## Tipuri
- optic
- capacitiv

## Aplicații
Se folosește ca aparat de măsură și control în diverse procese de fabricație unde e nevoie de controlul dilatării. 